# Вахид Хорасани
Великий аятолла Хусейн Вахид Хорасани (перс. حسین وحید خراسانی‎; р. 1921) — влиятельный шиитский богослов и марджа-е таклид.

## Биография
Хусейн Вахид Хорасани родился 1 января 1921 года в Мешхеде, (Иран). 
В 1949 году переехал в Эн-Наджаф и десять лет учился в школе Язди. В течение года посещал занятия шейха Мухаммада-Хусейна Наини; Абу аль-Хасан аль-Исфахани в течение двух лет; Шейх Муса Хонсари в течение шести лет; Ага Зия ад-Дин аль-Ираки, Сайид Джамаль ад-Дин аль-Голпайегани, шейх Кадхим аль-Ширази, Сайид Абд аль-Хади аль-Ширази и Сайид Мухсин аль-Хаким. Учился у Сайида Абу аль-Касима аль-Хоэя дольше всего, а это было двенадцать лет, став одним из выдающихся учеников аль-Хоэя.
С 1960 по 1972 обучался у великого аятоллы Хои в городе Эн-Наджаф.
В 1972 году вернулся в Иран. В настоящее время преподает в хаузе в городе Кум.